# Athlétisme aux Jeux panaméricains de 1967
Navigation
Résultats des épreuves d'athlétisme des Jeux panaméricains de 1967 disputés à Winnipeg du 23 juin au 6 juillet 1967.

## Résultats

### Hommes
| Épreuves          | Or                                                                            | Argent                                                                        | Bronze                                                                        |
| ----------------- | ----------------------------------------------------------------------------- | ----------------------------------------------------------------------------- | ----------------------------------------------------------------------------- |
| 100 m             | Harry Jerome 10 s 27 w                                                        | Willie Turner 10 s 27 w                                                       | Hermes Ramírez 10 s 36 w                                                      |
| 200 m             | John Carlos 20 s 5                                                            | Jerry Bright 20 s 9                                                           | Pablo Montes 21 s 0                                                           |
| 400 m             | Lee Evans 44 s 95                                                             | Vince Matthews 45 s 13                                                        | Don Domansky 45 s 80                                                          |
| 800 m             | Wade Bell 1 min 49 s 20                                                       | Bill Crothers 1 min 49 s 91                                                   | Brian McLaren 1 min 50 s 31                                                   |
| 1 500 m           | Tom von Ruden 3 min 43 s 41                                                   | Sam Bair 3 min 44 s 17                                                        | Dave Bailey 3 min 44 s 93                                                     |
| 5 000 m           | Van Nelson 13 min 47 s 4                                                      | Lou Scott 13 min 54 s 0                                                       | Juan Martínez 13 min 54 s 0                                                   |
| 10 000 m          | Van Nelson 29 min 17 s 40                                                     | Dave Ellis 29 min 18 s 40                                                     | Tom Laris 29 min 21 s 60                                                      |
| Marathon          | Andy Boychuk 2 h 23 min 3 s                                                   | Agustín Calle 2 h 25 min 51 s                                                 | Alfredo Peñaloza 2 h 27 min 49 s                                              |
| 3 000 m steeple   | Chris McCubbins 8 min 38 s 2                                                  | Conrad Nightingale 8 min 51 s 2                                               | Domingo Amaisón 8 min 55 s 0                                                  |
| 110 m haies       | Earl McCullouch 13 s 49                                                       | Willie Davenport 13 s 55                                                      | Juan Morales 14 s 30                                                          |
| 400 m haies       | Ron Whitney 50 s 75                                                           | Russ Rogers 51 s 31                                                           | Bob McLaren 51 s 44                                                           |
| 20 km marche      | Ron Laird 1 h 33 min 6 s                                                      | José Pedraza 1 h 34 min 51 s                                                  | Felix Capella 1 h 35 min 45 s                                                 |
| 50 km marche      | Larry Young 4 h 26 min 21 s                                                   | Felix Capella 4 h 36 min 0 s                                                  | Goetz Klopfer 4 h 38 min 0 s                                                  |
| Relais 4×100 m    | États-Unis Jerry Bright Ron Copeland Willie Turner Earl McCullouch 39 s 05    | Cuba Félix Eugellés Hermes Ramírez Pablo Montes Juan Morales 39 s 26          | Colombie Carlos Álvarez Pedro Grajales Hernando Arrechea Jaime Uribe 39 s 92  |
| Relais 4×400 m    | États-Unis Vince Matthews Emmett Taylor Elbert Stinson Lee Evans 3 min 2 s 03 | Canada Bill Crothers Brian McLaren Ross MacKenzie Robert McLaren 3 min 4 s 83 | Jamaïque Clifton Forbes Michael Fray Alex McDonald Neville Myton 3 min 5 s 99 |
| Saut en hauteur   | Ed Caruthers 2,19 m                                                           | Otis Burrell 2,16 m                                                           | Roberto Abugattás 2,05 m                                                      |
| Saut à la perche  | Bob Seagren 4,90 m                                                            | Bob Raftis 4,75 m                                                             | Bob Yard 4,45 m                                                               |
| Saut en longueur  | Ralph Boston 8,29 m                                                           | Bob Beamon 8,07 m                                                             | Wellesley Clayton 7,76 m                                                      |
| Triple saut       | Charles Craig 16,54 m                                                         | Nelson Prudencio 16,45 m                                                      | José Hernández 15,95 m                                                        |
| Lancer du poids   | Randy Matson 19,83 m                                                          | Neal Steinhauer 19,45 m                                                       | Dave Steen 18,51 m                                                            |
| Lancer du disque  | Gary Carlsen 57,50 m                                                          | Rink Babka 56,88 m                                                            | George Puce 56,20 m                                                           |
| Lancer du marteau | Tom Gage 65,32 m                                                              | Enrique Samuells 64,66 m                                                      | George Frenn 64,08 m                                                          |
| Lancer du javelot | Frank Covelli 74,28 m                                                         | Gary Stenlund 74,28 m                                                         | Justo Perelló 71,96 m                                                         |
| Décathlon         | Bill Toomey 8 044 pts                                                         | Héctor Thomas 7 312 pts                                                       | Dave Thoreson 7 295 pts                                                       |

### Femmes
| Épreuves          | Or                                                                              | Argent                                                                  | Bronze                                                                |
| ----------------- | ------------------------------------------------------------------------------- | ----------------------------------------------------------------------- | --------------------------------------------------------------------- |
| 100 m             | Barbara Ferrell 11 s 59                                                         | Miguelina Cobián 11 s 69                                                | Irene Piotrowski 11 s 78                                              |
| 200 m             | Wyomia Tyus 23 s 78 w                                                           | Barbara Ferrell 23 s 83 w                                               | Miguelina Cobián 23 s 89 w                                            |
| 800 m             | Madeline Manning 2 min 02 s 35                                                  | Doris Brown 2 min 02 s 95                                               | Abby Hoffman 2 min 04 s 82                                            |
| 80 m haies        | Cherrie Sherrard 10 s 83                                                        | Mamie Rallins 10 s 85                                                   | Thora Best 10 s 98                                                    |
| Relais 4×100 m    | Cuba Violeta Quesada Marcia Garbey Cristina Echeverría Miguelina Cobián 44 s 63 | Canada Irene Piotrowski Jenny Meldrum Judy Dallimore Jan Maddin 45 s 56 | Jamaïque Vilma Charlton Una Morris Audrey Reid Carol Cummings 47 s 17 |
| Saut en hauteur   | Eleanor Montgomery 1,78 m                                                       | Susan Nigh 1,72 m                                                       | Fransetta Parham 1,69 m                                               |
| Saut en longueur  | Irene Martínez 6,33 m                                                           | Gisela Vidal 6,20 m                                                     | Willye White 6,17 m                                                   |
| Lancer du poids   | Nancy McCredie 15,18 m                                                          | Lynn Graham 14,88 m                                                     | Maureen Dowds 14,35 m                                                 |
| Lancer du disque  | Carol Moseke 49,24 m                                                            | Carol Martin 47,94 m                                                    | Caridad Aguero 46,68 m                                                |
| Lancer du javelot | Barbara Friedrich 53,26 m                                                       | RaNae Bair 51,64 m                                                      | Jay Dahlgren 45,46 m                                                  |
| Pentathlon        | Pat Winslow 4 860 pts                                                           | Jenny Meldrum 4 724 pts                                                 | Aída dos Santos 4 531 pts                                             |

## Tableau des médailles
| Rang | Nation            | Or | Argent | Bronze | Total |
| ---- | ----------------- | -- | ------ | ------ | ----- |
| 1    | États-Unis        | 30 | 18     | 6      | 54    |
| 2    | Canada            | 3  | 9      | 12     | 24    |
| 3    | Cuba              | 2  | 3      | 7      | 12    |
| 4    | Venezuela         | 0  | 2      | 0      | 2     |
| 5    | Mexique           | 0  | 1      | 2      | 3     |
| 6    | Brésil            | 0  | 1      | 1      | 2     |
| 6    | Colombie          | 0  | 1      | 1      | 2     |
| 8    | Jamaïque          | 0  | 0      | 3      | 3     |
| 9    | Trinité-et-Tobago | 0  | 0      | 1      | 1     |
| 9    | Pérou             | 0  | 0      | 1      | 1     |
| 9    | Argentine         | 0  | 0      | 1      | 1     |